# Головей Юрій Юрійович
Юрій Юрійович Головей (нар. 8 жовтня 1929, Перечин — 4 листопада 2007, Гомель) — радянський футболіст, що грав на позиції нападника. По завершенні ігрової кар'єри — радянський та білоруський футбольний тренер.

## Клубна кар'єра
Юрій Головей розпочав виступи на футбольних полях у складі армійської команди у Львові. Після закінчення військової служби футболіст у 1954 році грав за чернівецьке «Динамо», пізніше, у 1955 році, стає гравцем ужгородського «Спартака». У 1955 році Юрій Головей стає гравцем аматорського на той час «Спартака» зі Станіслава. У складі команди Головей стає переможцем чемпіонату УРСР, і стає кращим бомбардиром фінального турніру із 7 забитими м'ячами. За два роки Юрій Головей разом із «Спартаком» виграє зональний турнір класу «Б», після чого прикарпатська команда займає друге місце у фінальному турнірі за право виходу до вищої ліги СРСР, а також виходить до 1/4 фіналу Кубка СРСР, за що кільком футболістам команди присвоєно звання майстра спорту СРСР. Футболіст виступав у Станіславі до кінця 1958 року, а з початку 1959 року став гравцем новоствореної команди класу «Б» «Авангард» із Житомир. Наступного року нападник повернувся до станіславського «Спартака», проте зіграв у команді лише 2 матчі. У 1961 році Головей став гравцем іншої команди класу «Б» — чернігівської «Десни». Після закінчення сезону 1961 року Головей завершив виступи на футбольних полях.

## Кар'єра тренера
Відразу після завершення виступів на футбольних полях Юрій Головей розпочав тренерську кар'єру. У 1962—1964 роках він був одним із тренерів житомирського «Полісся», а в 1964—1965 роках тренером у хмельницькому «Динамо». Після відставки старшого тренера луцької «Волині» Дмитра Алімова у середині 1965 року Головей очолив луцьку команду. На цій посаді він розпочав оновлення команди, запросивши кількох гравців із колективів фізкультури області, один із яких, Альберт Мікоян, впродовж кількох років був одним із лідерів луцької команди на полі. Новому наставнику вже в наступному сезоні вдалось покращити гру команди, проте в сезоні 1967 року гра команди значно погіршилась. у 1968 році проблеми в грі команди також тільки посилились, що й привело до відставки Юрія Головея з поста старшого тренера команди в середині сезону. У наступному році колишній форвард працював старшим тренером іншої команди класу «Б» — «Шахтаря» з Олександрії. У 1971 році Юрій Головей входив до тренерського штабу ровенської «Горині». Пізніше Юрій Головей перебрався до Гомеля, у 1988 році керував діями місцевого «Гомсільмаша», а пізніше працював у місцевій ДЮСШ-2. Помер Юрій Головей 4 листопада 2007 року в Гомелі.